# European Science Fiction Society

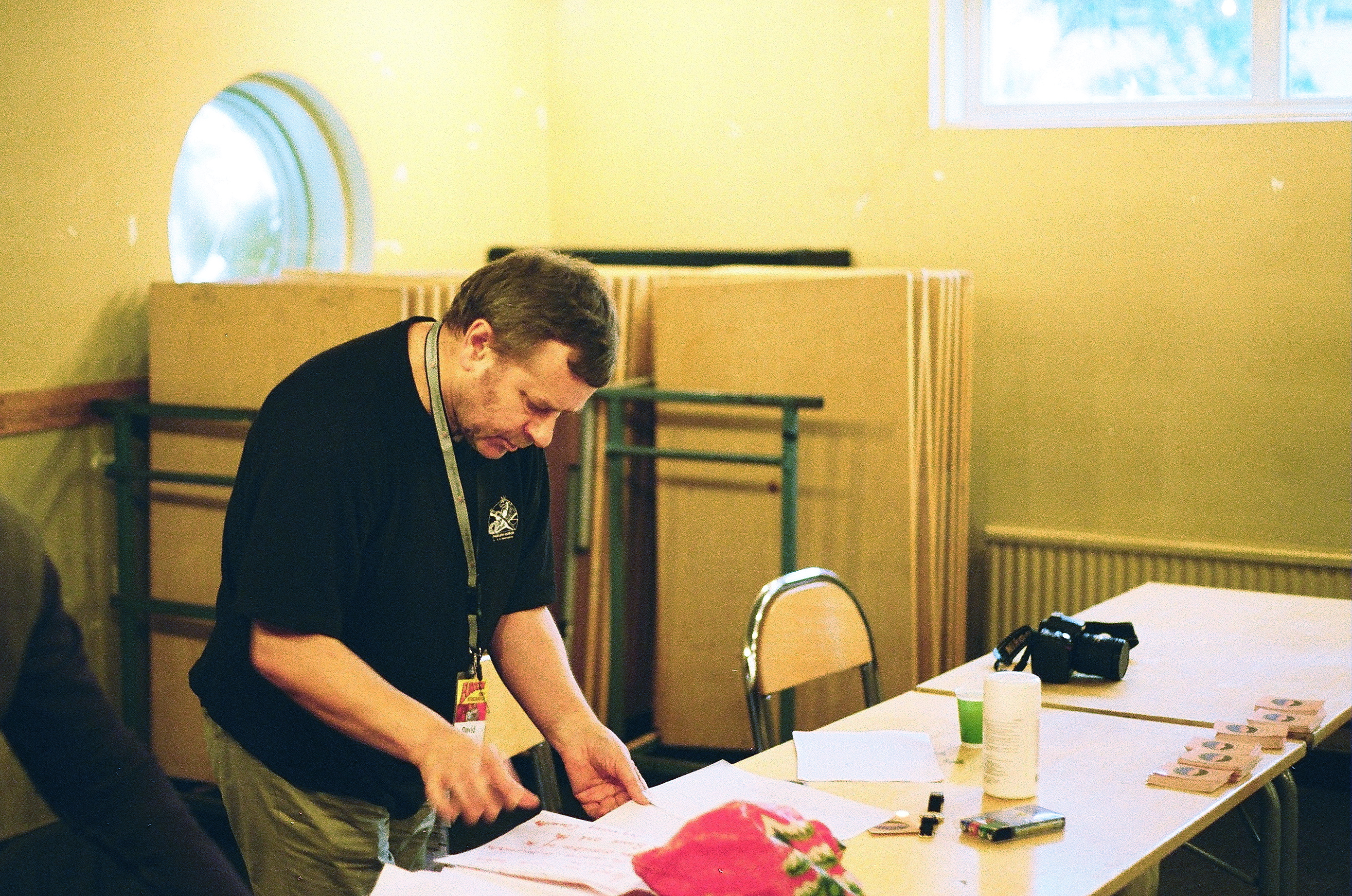
Ordförande David Lally under årsmötet i Stockholm 2011.

European Science Fiction Society är en internationell förening med syfte att etablera kontakter mellan science fiction-författare och sf-läsare, förbättra kunskapen om science fiction-litteratur, -konst och -fandom i Europa samt sprida kunskap om europeisk science fiction. Föreningen grundades 1972 och organiserar anordnandet av Eurocon.